# Toobit
Toobit é uma plataforma global de transação de criptomoedas e derivativos que presta serviços relativos à compra, venda, negociação e gestão de ativos digitais, incluindo Bitcoin, Ethereum e outras criptomoedas. Opera na Turquia, Polónia, Itália, Portugal e regiões do MENA, Europa e LATAM.

## Historial
A Toobit foi criada em 2022. Em junho de 2023, a Toobit introduziu novas funções na plataforma, como um Sistema de Corretor, Negociação de Futuros e Copy Trading.
Em agosto, a Toobit apresentou 2 novas funções, a Lite Perpetual e a possibilidade de comprar criptomoedas através de cartão de crédito na sua plataforma. Em agosto de 2023, a empresa foi também a patrocinadora oficial da Semana de Blockchain de Istambul 2023, na Turquia.
Em outubro, a Toobit foi a patrocinadora oficial da Blockchain Life 2023, nos Emirados Árabes Unidos, tal como da Blockchain Expo Global 2023, no Reino Unido, em novembro.
Em janeiro de 2024, a Toobit introduziu Bots de Grid para Negociação de Futuros como uma nova função na plataforma e também melhorou a função existente relativa ao Copy Trading para todos os utilizadores.
Em fevereiro de 2024, a Toobit foi a patrocinadora oficial das TES Affiliate Conferences em Portugal. 
Em abril de 2024, a Toobit anunciou a sua integração com a tecnologia CODE Travel Rule e foi a patrocinadora oficial da Blockchain Life 2024, nos Emirados Árabes Unidos.
Em junho de 2024, a Toobit anunciou a sua expansão nas regiões do MENA.